# Loyettes
Loyettes [lɔjɛt] est une commune française, située dans le département de l'Ain en région Auvergne-Rhône-Alpes.
La commune se positionne dans le Bas-Bugey, dans la petite région naturelle de la plaine de l'Ain (elle-même située entre Bas-Bugey, Côtière et l'Isle-Crémieu au sud).
Les habitants de Loyettes s'appellent les Loyettains.

## Géographie

### Situation et description
La commune de Loyettes est située à l’extrémité méridionale de la plaine de l’Ain, entre l’Ain et le Rhône, à la limite nord du département de l’Isère.
Sa surface totale est de 21,28 km2.
Elle est distante de 30 km de Lyon (elle appartient d'ailleurs à son aire urbaine) et de 20 km de Lagnieu.
Loyettes appartient à plusieurs structures intercommunales : 
- la communauté de la Plaine de l’Ain, qui gère le ramassage et le traitement des déchets ménagers ;
- le SIVU de la Basse vallée de l’Ain, qui s’occupe de la sauvegarde de la rivière d'Ain ;
- la commune fait aussi partie du périmètre du Schéma de cohérence territoriale Plaine de l’Ain-Côtière ;
- enfin, Loyettes entre dans le cadre de l’aire métropolitaine lyonnaise.

### Communes limitrophes
| Saint-Maurice-de-Gourdans | Saint-Jean-de-Niost              |              |
| Anthon (Isère)            | Loyettes                         | Saint-Vulbas |
| Chavanoz (Isère)          | Saint-Romain-de-Jalionas (Isère) |              |

### Hydrographie
Le territoire communal est bordé dans sa partie méridionale par le Rhône, le séparant ainsi du département de l'Isère.

### Climat
Pour des articles plus généraux, voir Climat d'Auvergne-Rhône-Alpes et Climat de l'Ain.
En 2010, le climat de la commune est de type climat océanique altéré, selon une étude du CNRS s'appuyant sur une série de données couvrant la période 1971-2000. En 2020, Météo-France publie une typologie des climats de la France métropolitaine dans laquelle la commune est exposée à un climat de montagne ou de marges de montagne et est dans la région climatique Bourgogne, vallée de la Saône, caractérisée par un bon ensoleillement (1 900 h/an), un été chaud (18,5 °C), un air sec au printemps et en été et des vents faibles.
Pour la période 1971-2000, la température annuelle moyenne est de 11,9 °C, avec une amplitude thermique annuelle de 18,1 °C. Le cumul annuel moyen de précipitations est de 1 026 mm, avec 9,9 jours de précipitations en janvier et 6,9 jours en juillet. Pour la période 1991-2020, la température moyenne annuelle observée sur la station météorologique de Météo-France la plus proche, « Lyon-Saint-Exupery », sur la commune de Colombier-Saugnieu à 10 km à vol d'oiseau, est de 12,8 °C et le cumul annuel moyen de précipitations est de 862,5 mm,. Pour l'avenir, les paramètres climatiques de la commune estimés pour 2050 selon différents scénarios d'émission de gaz à effet de serre sont consultables sur un site dédié publié par Météo-France en novembre 2022.

### Voies de communication et transports
La route départementale 20 (RD20) est une route qui relie Lagnieu au bourg de Loyettes.

## Urbanisme

### Typologie
Au 1er janvier 2024, Loyettes est catégorisée ceinture urbaine, selon la nouvelle grille communale de densité à 7 niveaux définie par l'Insee en 2022.
Elle appartient à l'unité urbaine de Loyettes, une unité urbaine monocommunale constituant une ville isolée,. Par ailleurs la commune fait partie de l'aire d'attraction de Lyon, dont elle est une commune de la couronne,. Cette aire, qui regroupe 397 communes, est catégorisée dans les aires de 700 000 habitants ou plus (hors Paris),.

### Occupation des sols
L'occupation des sols de la commune, telle qu'elle ressort de la base de données européenne d’occupation biophysique des sols Corine Land Cover (CLC), est marquée par l'importance des territoires agricoles (71,7 % en 2018), en diminution par rapport à 1990 (76,6 %). La répartition détaillée en 2018 est la suivante : 
terres arables (69,6 %), zones urbanisées (6,4 %), zones humides intérieures (6 %), milieux à végétation arbustive et/ou herbacée (5,6 %), eaux continentales (4,4 %), forêts (3 %), zones agricoles hétérogènes (2 %), mines, décharges et chantiers (1,6 %), zones industrielles ou commerciales et réseaux de communication (1,4 %).
L'évolution de l’occupation des sols de la commune et de ses infrastructures peut être observée sur les différentes représentations cartographiques du territoire : la carte de Cassini (XVIIIe siècle), la carte d'état-major (1820-1866) et les cartes ou photos aériennes de l'IGN pour la période actuelle (1950 à aujourd'hui).

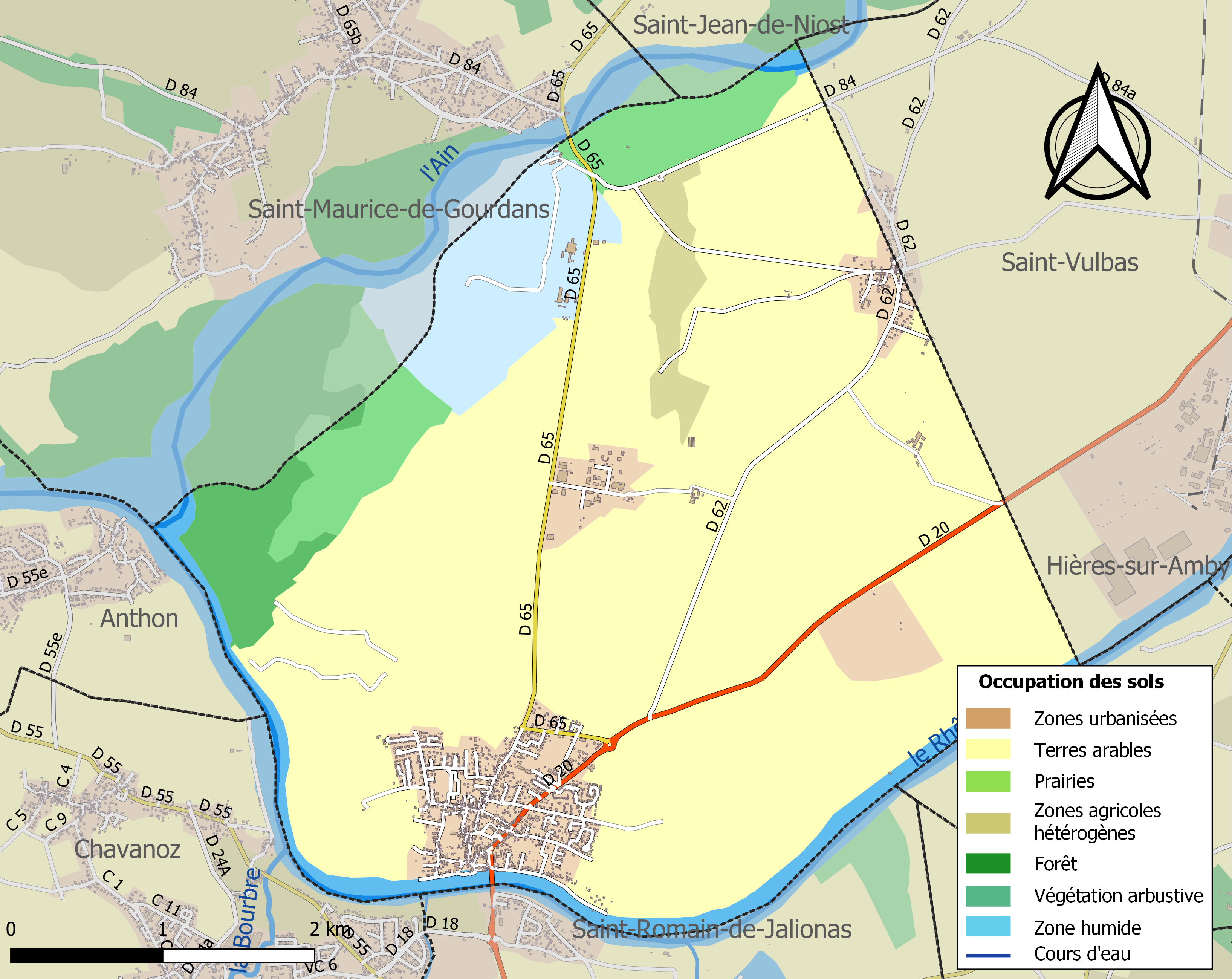
Carte des infrastructures et de l'occupation des sols de la commune en 2018 (CLC).

## Toponymie
L'orthographe de la commune diffère selon les périodes : Loyetis au Xe siècle, Loiètes aux XIIe et XIIIe siècles, Louettez au XIVe siècle, Loyettez au XVIIe siècle puis Loyetes au XIXe siècle. Deux origines sont possibles : germanique (laubja signifiant cabane de bucheron > français loge, d'où logis, loger) ou latine (logerium signifiant Loyer),.

## Histoire

### Moyen Âge et Renaissance
Les origines du village remontent à Barnard de Romans qui s'établit à Ambronay en 803 ; il fait l'acquisition de terres sur la rive droite du Rhône pour y faire construire une tour défensive (qui deviendra plus tard un donjon) en cas d'incursion ennemie par la proche voie romaine joignant Saint-Claude à Vienne. En 1147, l'abbé d'Ambronay confie la protection du donjon à la famille d'Anthon puis au Comte de Savoie en 1282. Isabelle d'Anthon, épouse de Hugues de Genève, lui-même fils d'Amédée II de Genève, possède le village de Loyettes. Le village devient ensuite la propriété de la famille de Saint-Priest en 1381 puis à Odon de Villars le 12 février 1393. À la mort de ce-dernier, Loyettes revient à Amédée VIII de Savoie qui le confie à son fils Louis Ier de Savoie le 5 juin 1443 ; le village est offert temporairement à Georges de Varax pour services rendus, qui cèdera le finalement le 24 janvier 1462 à la famille de Savoie. Le 21 octobre 1579, par le traité de Montluel, les terres de Loyettes sont confiées à Henriette de Savoie, femme de Charles de Mayenne. La baronnie de Loyettes est alors rattachée au marquisat de Miribel, contrôlé par la famille de Mayenne.
Le donjon devenu château était réputé imprenable grâce à sept tours, de solides remparts et entouré par une partie dérivée du Rhône, la Morte ; le château et le village ne résistèrent toutefois pas au siège de 1595 mené par Charles de Gontaut-Biron lors de la conquête de la Savoie par Henri IV.

Blason de la famille De Durand.

Le marquisat est vendu le 15 août 1601 à Jean de Saulx qui fera désunir Loyettes du marquisat de Miribel afin de vendre la baronnie (alors composée de deux domaines, un moulin, une châtellenie, un pré et un port) le 5 août 1719 à David de Durand, un riche Dauphinois. Les fortifications du château seront emportées par une crue du Rhône du 6 janvier 1734, laissant le donjon intact. Loyettes appartiendra à la famille de Durand jusqu'à la Révolution. Les restes du château seront finalement vendus en 1844 à Julien Lesbros, épicier lyonnais.

## Politique et administration

### Découpage territorial
La commune de Loyettes est membre de la communauté de communes de la Plaine de l'Ain, un établissement public de coopération intercommunale (EPCI) à fiscalité propre créé le 15 décembre 2002 dont le siège est à Chazey-sur-Ain. Ce dernier est par ailleurs membre d'autres groupements intercommunaux.
Sur le plan administratif, elle est rattachée à l'arrondissement de Belley, au département de l'Ain et à la région Auvergne-Rhône-Alpes. Sur le plan électoral, elle dépend du  canton de Lagnieu pour l'élection des conseillers départementaux, depuis le redécoupage cantonal de 2014 entré en vigueur en 2015, et de la deuxième circonscription de l'Ain  pour les élections législatives, depuis le dernier découpage électoral de 2010.

### Liste des maires
| Période                                  | Période        | Identité               | Étiquette | Qualité   |
| ---------------------------------------- | -------------- | ---------------------- | --------- | --------- |
| 1792                                     | 1794           | Benoît Verdellet       |           |           |
| 12 août 1794                             | septembre 1794 | Claude-Gaspard Delorme |           |           |
| 30 septembre 1794                        | mars 1799      | Claude-Gaspard Delorme |           |           |
| 30 mars 1799                             | juin 1800      | Joseph Delorme         |           |           |
| 25 juin 1800                             | juillet 1800   | Claude-Marie Boguet    |           |           |
| 5 juillet 1800                           | février 1805   | Joseph Lesbros         |           |           |
| 22 février 1805                          | avril 1806     | Jean Balme             |           |           |
| 15 avril 1806                            | janvier 1813   | inconnu                |           |           |
| 21 janvier 1813                          | mai 1815       | François Balme         |           |           |
| 15 mai 1815                              | septembre 1815 | René-Benoît Sobrier    |           |           |
| 1 septembre 1815                         | août 1816      | François Balme         |           |           |
| 3 août 1816                              | janvier 1819   | Louis Boguet           |           |           |
| 28 janvier 1819                          | juillet 1821   | René-Benoît Sobrier    |           |           |
| 29 juillet 1821                          | mai 1825       | Aimé Montagnon         |           |           |
| 12 mai 1825                              | octobre 1848   | René-Benoît Sobrier    |           |           |
| 15 octobre 1848                          | novembre 1852  | Jules Lesbros          |           |           |
| 11 novembre 1852                         | septembre 1855 | François-Marie Crevat  |           |           |
| 2 septembre 1855                         | décembre 1855  | Henry Martin           |           |           |
| 6 décembre 1855                          | octobre 1858   | François-Marie Crevat  |           |           |
| 17 octobre 1858                          | août 1860      | Pierre Joly            |           |           |
| 4 août 1860                              | août 1860      | Jules-René Couvert     |           |           |
| 24 août 1860                             | juillet 1865   | Pierre Joly            |           |           |
| 3 juillet 1865                           | août 1870      | Jules-René Couvert     |           |           |
| 14 août 1870                             | octobre 1870   | Jean-Benoît Pigeon     |           |           |
| 2 octobre 1870                           | janvier 1878   | Jules Lesbros          |           |           |
| 6 janvier 1878                           | janvier 1881   | Jean-Benoît Pigeon     |           |           |
| 16 janvier 1881                          | mai 1884       | Jules Couvert          |           |           |
| 11 mai 1884                              | mai 1888       | Benoît Martin          |           |           |
| 13 mai 1888                              | novembre 1898  | Maurice Brossard       |           |           |
| 17 novembre 1898                         | mai 1900       | Benoît Martin          |           |           |
| 13 mai 1900                              | mai 1914       | Jean Dalphin           |           |           |
| 17 mai 1914                              | décembre 1919  | Eugène Lombard         |           |           |
| 7 décembre 1919                          | mai 1935       | Charles Pigeon         |           |           |
| 5 mai 1935                               | mars 1939      | Émile Guichard         |           |           |
| 26 mars 1939                             | septembre 1944 | Paul Valayer           |           |           |
| 14 septembre 1944                        | octobre 1947   | Camille Renard         |           |           |
| 19 octobre 1947                          | mars 1949      | Émile Guichard         |           |           |
| 20 mars 1949                             | avril 1953     | Marius-Benoît Dorlu    |           |           |
| 26 avril 1953                            | juin 1954      | Émile Guichard         |           |           |
| 30 juin 1954                             | mars 1971      | Jean-Louis Laurent     |           |           |
| 13 mars 1971                             | janvier 1976   | Jean Julliard          |           | Ingénieur |
| 25 janvier 1976                          | juin 1995      | Marcel Ronchet         | DVD       |           |
| juin 1995                                | octobre 1998   | Christian Birken       |           |           |
| 1999                                     | mars 2008      | Georges Haas           |           |           |
| mars 2008                                | En cours       | Jean Pierre Gagne      | DVD       | Retraité  |
| Les données manquantes sont à compléter. |                |                        |           |           |

### Jumelages
Loyers (Belgique) depuis juillet 1990

## Population et société

### Démographie

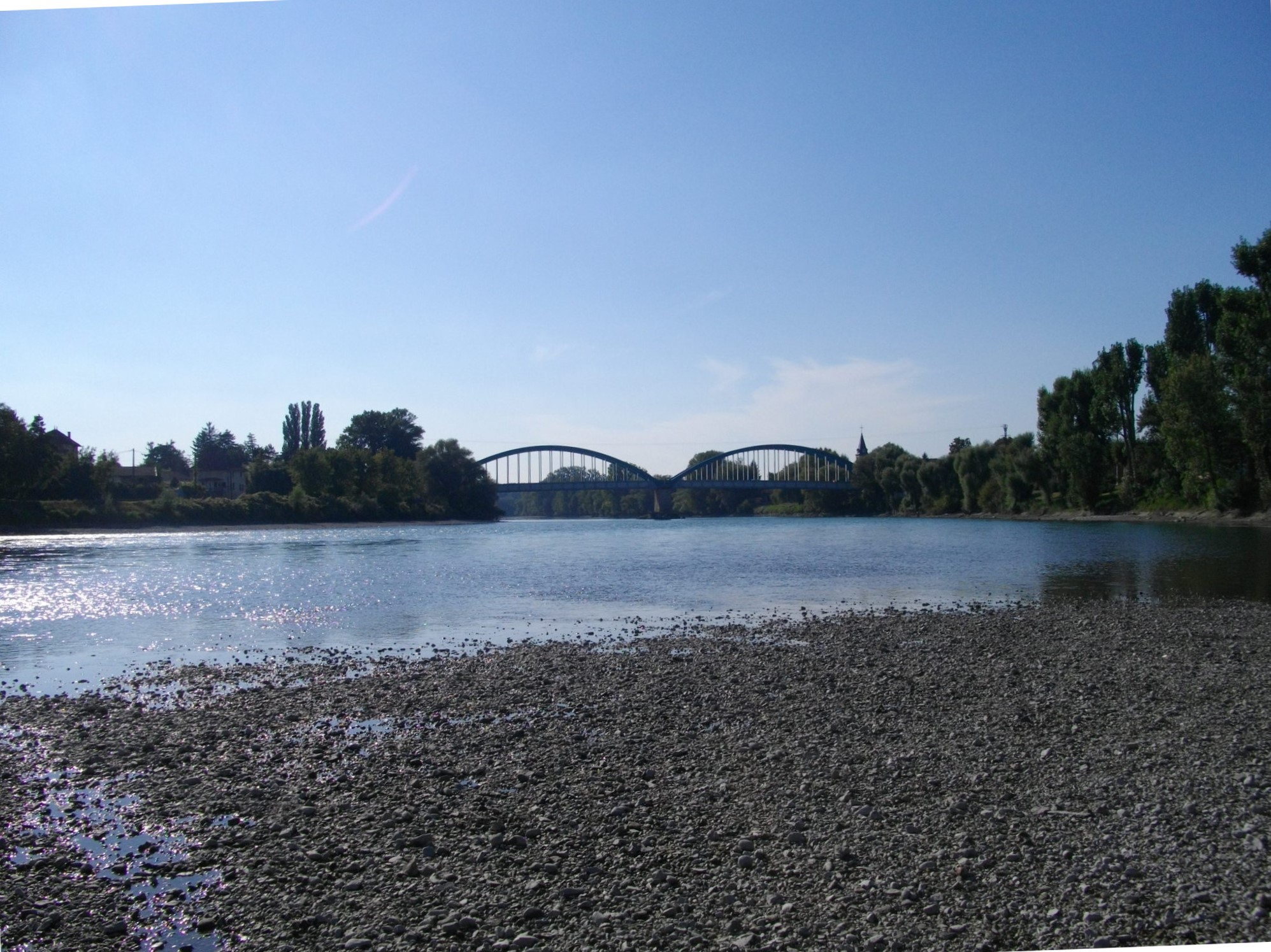
Le Rhône à Loyettes (vue vers l'aval).

L'évolution du nombre d'habitants est connue à travers les recensements de la population effectués dans la commune depuis 1793. Pour les communes de moins de 10 000 habitants, une enquête de recensement portant sur toute la population est réalisée tous les cinq ans, les populations de référence des années intermédiaires étant quant à elles estimées par interpolation ou extrapolation. Pour la commune, le premier recensement exhaustif entrant dans le cadre du nouveau dispositif a été réalisé en 2007.

En 2022, la commune comptait 3 468 habitants, en évolution de +10,27 % par rapport à 2016 (Ain : +5,15 %, France hors Mayotte : +2,11 %).
| 1793 | 1800 | 1806 | 1821 | 1831 | 1836 | 1841  | 1846  | 1851  |
| ---- | ---- | ---- | ---- | ---- | ---- | ----- | ----- | ----- |
| 613  | 549  | 619  | 782  | 908  | 960  | 1 025 | 1 055 | 1 073 |

| 1856  | 1861  | 1866  | 1872 | 1876  | 1881 | 1886 | 1891 | 1896 |
| ----- | ----- | ----- | ---- | ----- | ---- | ---- | ---- | ---- |
| 1 114 | 1 057 | 1 080 | 984  | 1 005 | 943  | 896  | 826  | 824  |

| 1901 | 1906 | 1911 | 1921 | 1926 | 1931 | 1936 | 1946 | 1954 |
| ---- | ---- | ---- | ---- | ---- | ---- | ---- | ---- | ---- |
| 804  | 764  | 750  | 711  | 768  | 685  | 685  | 719  | 814  |

| 1962 | 1968  | 1975  | 1982  | 1990  | 1999  | 2006  | 2007  | 2012  |
| ---- | ----- | ----- | ----- | ----- | ----- | ----- | ----- | ----- |
| 792  | 1 001 | 1 453 | 1 713 | 2 256 | 2 322 | 2 418 | 2 439 | 3 004 |

| 2017  | 2022  | - | - | - | - | - | - | - |
| ----- | ----- | - | - | - | - | - | - | - |
| 3 146 | 3 468 | - | - | - | - | - | - | - |

### Enseignement
La commune est rattachée à l'académie de Lyon.

### Médias
La commune est située dans l'aire de distribution du quotidien Le Progrès de Lyon, lequel relaye des informations locales et départementales.

## Culture et patrimoine

### Lieux et monuments
- Pont de Loyettes.
- Pont de Port-Galland.

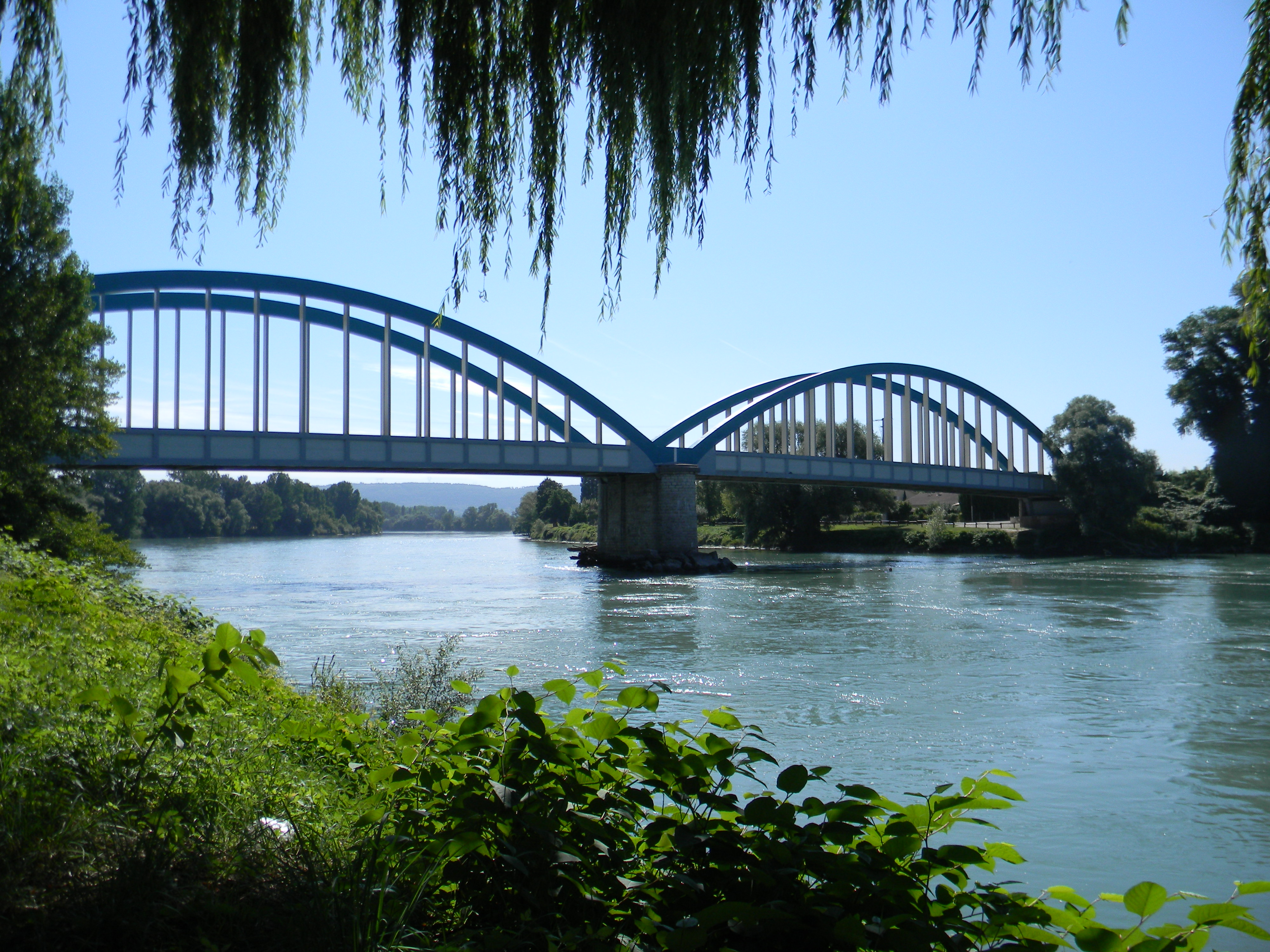
Le pont de Loyettes.

- Église Saint-Jacques-et-Saint-Christophe.
- Chapelle Saint-Jérôme des Gaboureaux.
- Ruines de la « Tour Bénite »[23].

Le confluent Rhône et Ain, site classé, concerne Loyettes, Saint-Maurice-de-Gourdans (01) et Anthon (38).

### Héraldique, logotype et devise
| Blason | Blasonnement : D'azur au lys de jardin au naturel, au chef d'or chargé d'une croisette potencée de sable. |